# Wiktor Michailowitsch Bystrow
Wiktor Michailowitsch Bystrow (russisch Виктор Михайлович Быстров; * 16. März 1931 in Mytischtschi, Russische Sowjetrepublik, Sowjetunion; † 26. Mai 1992 im Ramenski rajon, Oblast Moskau, Russland) war ein russischer Boxer im Fliegengewicht, der bis 1991 für die Sowjetunion antrat.

## Karriere
Bystrow gewann die Goldmedaille bei den Europameisterschaften 1963 in der sowjetischen Hauptstadt Moskau. 1962 gewann er die sowjetischen Meisterschaften.
Von 1961 bis 1991 trainierte er die Jugendmannschaft "Meteor" der Stadt Schukowski. Von 1975 bis 1978 trainierte er die kubanische Jugendmannschaft. Zu seinen Schützlingen gehörten die späteren Olympiasieger Juan Bautista Hernández und Armando Martínez.

## Länderkämpfe
- 1964 in Moskau, UdSSR gegen Polen, Fl, Punktsieg gegen Artur Olech